# Synagoga w Lędzinach
Synagoga w Lędzinach – dom modlitwy znajdujący się w Lędzinach.
Synagoga została założona na początku XX w. w gospodzie karczmarza Adolfa Weissmanna, zaraz po utworzeniu filii starobieruńskiej gminy żydowskiej w Lędzinach. W 1924 r. Weissmann wyjechał do Niemiec, zabierając ze sobą jej wyposażenie, które czasowo pozostawił zarządowi gminy żydowskiej w Katowicach.
Po osiedleniu się we Wrocławiu Adolfa Weissmanna zażądał przesłania pozostawionego w Katowicach wyposażenia synagogi. Równocześnie w tym samym czasie zarząd gminy żydowskiej w Bieruniu również zażądał zwrotu synagogaliów, które formalnie były jej własnością.
Wydział Administracyjny Śląskiego Urzędu Wojewódzkiego na prośbę Żydów z Bierunia polecił katowickiej gminie żydowskiej zatrzymać przedmioty będące powodem sporu, a kahał w Bieruniu zobowiązał do porozumienia się w tej sprawie z Weissmannem, celem ustalenia prawa własności.
Ostatecznie wyraził on zgodę na pozostawienie ich gminie za częściowa odpłatnością, bowiem on był ich fundatorem i z jego funduszy był utrzymywany dom modlitwy w Lędzinach.